# Barão Tiesenhausen
Barão Hermann Von Tiesenhausen, nascido em 1903, na cidade de Reval, hoje denominada Tallin, na Estônia. Recebeu uma educação  muito severa, patriarcal e religiosa, e teve uma infância de privilégios, pois sua mãe descendia de uma família da alta aristocracia germânica e seu pai era um militar russo de alta patente. Com a Revolução Russa em 1917, perdeu parte de seus familiares e passou a ter dificuldades financeiras, assim, imigrando para o Brasil, acreditando nas promessas de enriquecimento rápido.

## Vinda para o Brasil
Barão Tiesenhausen chegou ao porto de Santos em 1923 e se instalou no sul de Minas Gerais, região que demandava mão de obra imigrante. Porém, devido a pouca rentabilidade, foi para Belo Horizonte em 1925, onde trabalhou na antiga concessionária Casa Arthur Haas como lavador de carros e faxineiro. No mesmo ano, transferiu-se para o Rio de Janeiro em busca de melhores oportunidades de trabalho e progresso.
Na antiga capital federal, respondeu a um anúncio com uma oportunidade de emprego na Casa Lutz Ferrando, que vendia materiais especializados nos departamentos de ótica, fotografia, cirurgia e química. Mesmo não correspondendo às exigências necessárias, seu sobrenome foi reconhecido na entrevista pelo diretor da empresa, que era alemão, que lhe concedeu uma vaga de vendedor para aprender os ofícios da área, dando início a sua trajetória no ramo da fotografia. Fora do horário de trabalho, Tiesenhausen frequentava a Associação Cristã de Moços para aprender português e a Praça da Bandeira para aprender piano.
Em 1932, com sua ascensão para gerente, o Barão retornou para Belo Horizonte por meio de uma transferência para a filial da Casa Lutz Ferrando. Ela se localizava na Rua da Bahia, nº 978 e tinha cerca de 15 empregados. Durante esse retorno, começou a frequentar bailes, como o baile do Jockey Clube e do Automóvel Clube, onde conheceu e iniciou o namoro com a sua esposa, Eunice Vivacqua. Além disso, cantava no coro do Teatro Municipal de Belo Horizonte, que se reunia nas dependências do Colégio Isabela Hendrix.
Em 1936, Tiesenhausen foi transferido para outra filial da Casa Lutz Ferrando em São Paulo, onde ficou no cargo de subgerente. Mesmo longe, voltava algumas vezes para Belo Horizonte para visitar Eunice. Após três anos, o Barão recebeu uma proposta do seu então chefe, Félix Rasson, para montar um comércio que substituísse a Lutz Ferrando na capital mineira, que estava encerrando suas atividades na cidade. Assim, em 1939, no mesmo lugar onde antes funcionava a Lutz Ferrando e vendendo produtos dos mesmos departamentos, foi fundada a Casa da Lente.

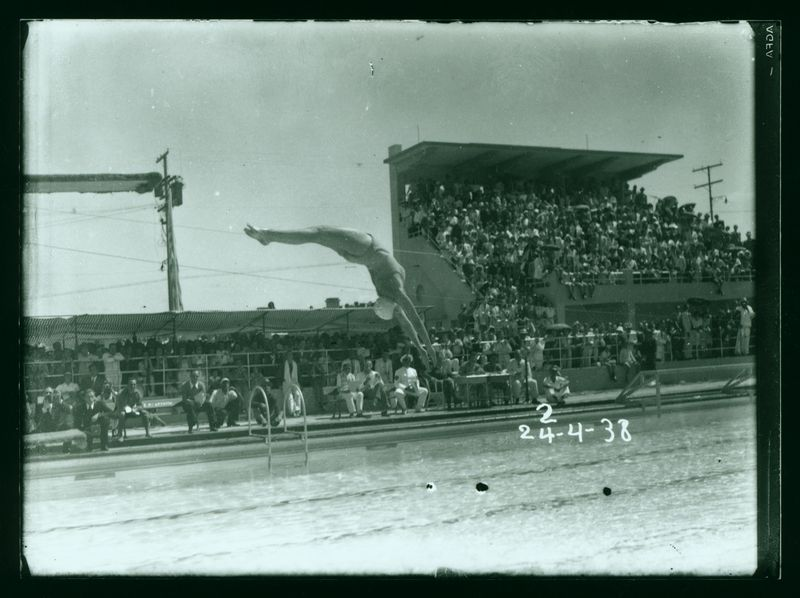
Nadadora fotografada no Minas Tênis Clube, Belo Horizonte, primeira metade do século XX. Coleção Barão Tiesenhausen/Acervo MHAB

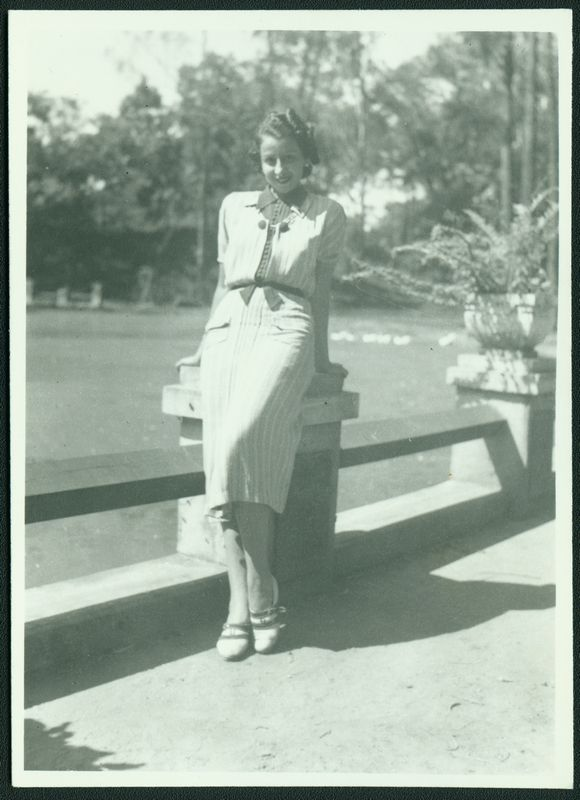
Eunice Vivacqua von Tiesenhausen no Parque Municipal, Belo Horizonte, primeira metade do século XX. Coleção Barão Tiesenhausen/Acervo MHAB

## A Casa da Lente
No setor de fotografia, além de oferecer equipamentos para fotógrafos profissionais e amadores, o estabelecimento também possuía um completo laboratório fotográfico para a revelação de negativos. A prática de produção de fotografias para venda, que já era feita pela Casa Lutz Ferrando, se manteve na Casa da Lente por meio da contratação de fotógrafos “de campo”, que atuavam em eventos considerados importantes, como, por exemplo, jogos de futebol.
Esse serviço poderia ser feito por determinação do próprio Barão ou ser encomendado por órgãos da imprensa ou do Estado. A Casa da Lente também produziu fotografias que acompanharam a evolução de Belo Horizonte e, por isso, nas décadas de 1940 e 1950, chegou a ser a editora de cartões postais mais importante da cidade.

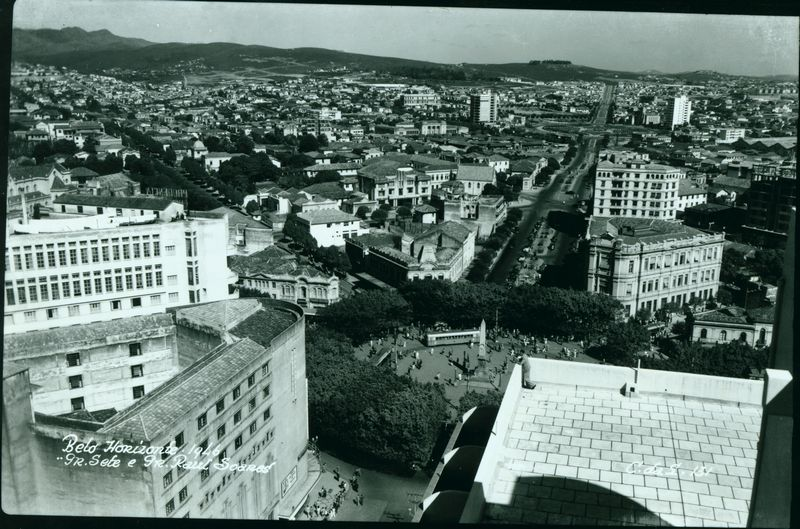
Praça Sete e Praça Raul Soares, Belo Horizonte, 1946. Coleção Barão Tiesenhausen /Acervo MHAB

Em 1945, o Barão Tiesenhausen se tornou o dono do estabelecimento devido ao falecimento de seu sócio e, no mesmo ano, comprou o edifício Parque Royal, que se localizava na Rua da Bahia nº 894, para onde foi transferida a Casa da Lente.

## Vida pessoal e familiar
Logo depois de fundar seu comércio em Belo Horizonte, Tiesenhausen e Eunice se casaram no dia 1º de setembro de 1939 na Igreja Sagrado Coração de Jesus; coincidentemente no mesmo dia em que houve o anúncio da Segunda Guerra Mundial, com a invasão da Alemanha sobre a Polônia. Sua família adotou o protestantismo na Reforma Luterana e, por isso, essa sempre tinha sido a religião do Barão. Porém, após seu casamento, começou a frequentar a Igreja Católica com sua esposa.
Tiesenhausen foi convidado em 1950 para fundar uma sociedade de cantores que se transformou na Sociedade Coral de Belo Horizonte, na qual fazia apresentações de ópera em diversos teatros da capital, como, por exemplo, na inauguração do teatro do Palácio das Artes. Durante seu casamento, Barão e Eunice tiveram sete filhos e, como práticas de lazer, gostavam de frequentar o Minas Tênis Clube, além de ir frequentemente para a cidade de Brumadinho e viajar para Guarapari.
Em 1970, Barão Tiesenhausen teve um infarto agudo do miocárdio e vendeu a Casa da Lente, para evitar situações de estresse que a administração de um comércio exige. Devido a sua educação privilegiada na infância, sabia falar cinco idiomas e, depois da venda de seu estabelecimento, passou a ser professor de línguas.

## A Coleção Barão Tiesenhausen no Museu Histórico Abílio Barreto

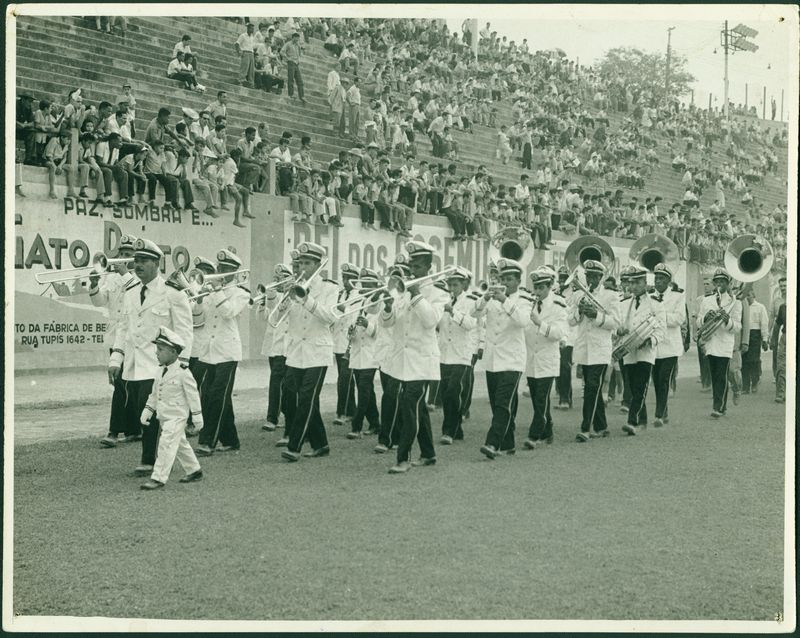
Banda militar desfilando no estádio Independência, Belo Horizonte, primeira metade do século XX. Coleção Barão Tiesenhausen/Acervo MHAB

Em 1994, o Museu Histórico Abílio Barreto, localizado em Belo Horizonte, adquiriu uma coleção de imagens produzidas pela Casa da Lente, que hoje fazem parte de seu acervo fotográfico. Ao todo foram 873 fotografias, em forma de negativos e ampliações de papel, vendidas através de uma negociação entre o Museu, Eunice Vivacqua von Tiesenhausen e a sua esposa.
As imagens retratam eventos cotidianos de Belo Horizonte que variam entre a vida social e política da cidade, como desfiles, congressos, inaugurações oficiais, manifestações religiosas e atividades esportivas.  Dessa forma, esses registros raros possuem uma notória importância histórica para a capital mineira e para a relação de Minas Gerais com a fotografia.

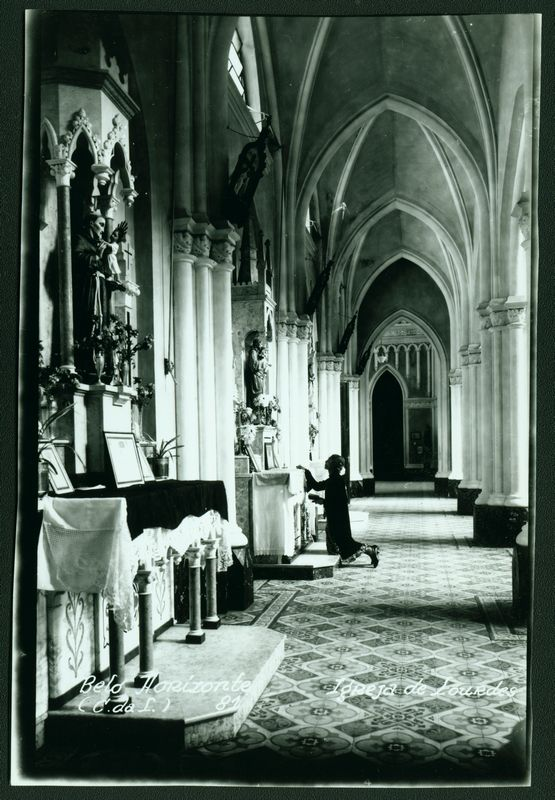
Interior da Basílica de Lourdes, Belo Horizonte, primeira metade do século XX. Coleção Barão Tiesenhausen/Acervo MHAB

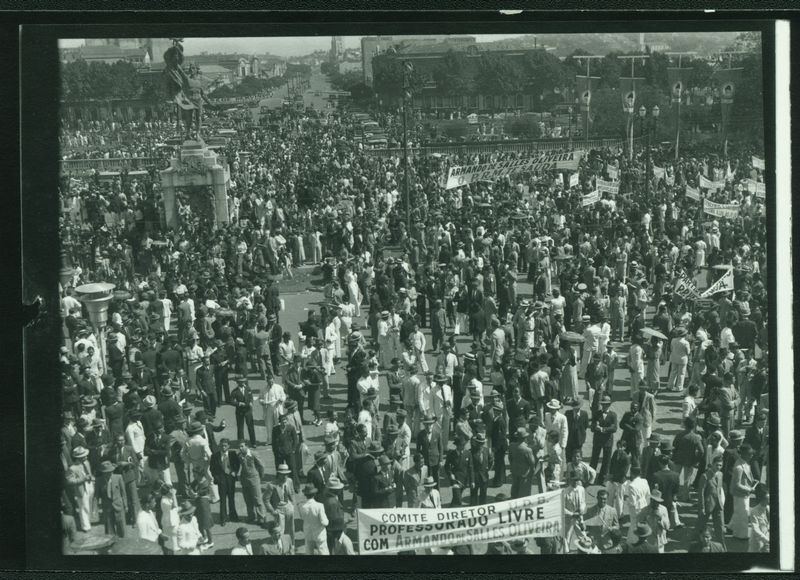
Comício de Armando Salles na praça Ruy Barbosa, Belo Horizonte, primeira metade do século XX. Coleção Barão Tiesenhausen/Acervo MHAB